# Candidia barbata
Candidia barbata es una especie de peces de la familia de los Cyprinidae en el orden de los Cypriniformes.

## Morfología
- Los machos pueden llegar alcanzar los 14,9 cm de longitud total.[1][2]

## Hábitat
Es un pez de agua dulce y de clima subtropical.

## Distribución geográfica
Se encuentran en Asia: es una especie de pez endémico de Taiwán.